# Open Sud de France 2022
Open Sud de France 2022 — тенісний турнір, що проходив на кортах з твердим покриттям у місті Монпельє, Франція з 31 січня. Належав до категорії ATP 250.

## Фінальна частина

### Одиночний розряд
Олександр Бублик —  Александр Зверєв 6–4, 6–3

### Парний розряд
П'єр-Юг Ербер /  Ніколя Маю —  Ллойд Ґласспул /  Гаррі Геліоваара 4–6, 7–6(7–3), [12–10]